# Osiglia
Osìglia ( Oseria in dialetto valbormidese, ligure e piemontese, alternativamente in ligure è chiamata anche Oseia) è un comune italiano sparso di 430 abitanti della provincia di Savona in Liguria. La sede comunale è ubicata nella località di Rossi.

## Geografia fisica
Il territorio comunale di Osiglia è situato in un'area collinare interna nell'alta valle del torrente Osiglietta, affluente destro della Bormida di Millesimo, sulle Alpi Liguri, poco a monte dell'omonimo lago artificiale creato nel 1939.
Il territorio presenta vaste aree di boschi di castagno con la presenza, tra gli altri, di due esemplari monumentali detti "della Valle" e del "Tecchio del Gamba" con circonferenze rispettive di tre e cinque metri. Tra le vette del territorio di Osiglia si possono ricordare il Monte Settepani (1386 m), il Ronco di Maglio (1109 m), ai confini con Bormida, e  il Bric della Croce (911 m) tra questo e il colle Baltera.

## Storia

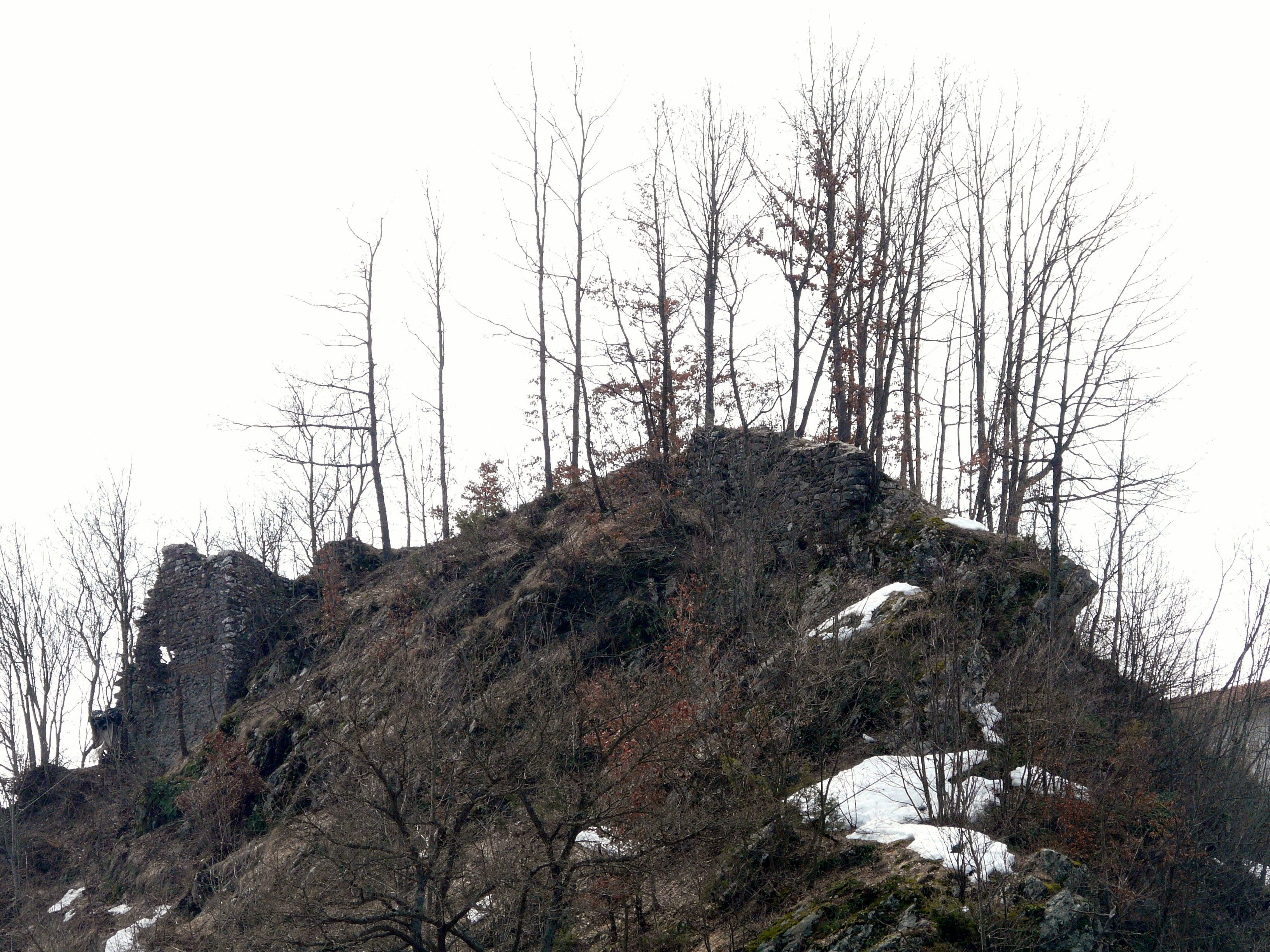
I ruderi del castello dei Del Carretto

Il suo toponimo risalirebbe al vocabolo preromano ausa (fonte) o dalla parola in lingua latina aucellus (uccello); nel XII secolo viene citata come Oselega.
Il borgo venne compreso nella marca aleramica nel X secolo e dal 1091 possedimento di Bonifacio del Vasto. Ereditato dai vari discendenti della famiglia feudale dei Del Carretto di Millesimo (nella persona del marchese Corrado Del Carretto), il territorio di Osiglia, in origine un'unica entità territoriale assieme a Bormida, solamente nel XIV secolo passò ai Del Carretto del ramo di Finale che qui vi costruiranno un castello. Nel 1393 tutto il territorio fece parte dei domini del nuovo marchese Teodoro II del Monferrato: tuttavia l'investitura rimase nelle mani dei Del Carretto.
Dal 1417 la zona compresa tra Osiglia, Bormida, Pallare, Massimino e Calizzano fu ceduta dal marchese Manuele Del Carretto, signore di Finale, a Marco Del Carretto, quest'ultimo capostipite dei signori di Calizzano e alleato di Genova; il territorio, tuttavia, rimase alle dipendenze del marchesato del Monferrato.
Seguì quindi le sorti storiche del marchesato monferrino e conseguentemente di quello del Finale entrando, dal 1601, come tutta la zona costiera e immediato entroterra del marchesato finalese stesso, sotto l'influenza della corona di Spagna. Assieme a Bormida fu a capo di una podesteria il cui podestà veniva di volta in volta nominato dal governatore spagnolo di stanza a Finale.
Importante nodo commerciale dell'alta val Bormida, il suo centro conobbe una flessione dei traffici commerciali con la costruzione nel 1666 della "strada Beretta" tra i centri di Pallare, Carcare e Cairo Montenotte; tuttavia il nuovo collegamento viario non compromise gli interni traffici delle sue ferriere.
Verosimilmente come Bormida, anche Osiglia fu ceduta alla Repubblica di Genova nel 1714 - che la sottopose ad un'omonima podesteria - seguendone le sorti. Le fonti storiche non riportano scontri o battaglie napoleoniche nel territorio osigliese, eventi che si verificarono invece in altre località della val Bormida.
Con la dominazione francese il territorio di Osiglia rientrò dal 2 dicembre 1797 nel Dipartimento del Letimbro, con capoluogo Savona, all'interno della Repubblica Ligure. Dal 28 aprile 1798 con i nuovi ordinamenti francesi, fece parte del IX Cantone, capoluogo Bormida, della Giurisdizione delle Arene Candide e dal 1803 centro principale del V Cantone delle Arene Candide nella Giurisdizione di Colombo. Annesso al Primo Impero francese dal 13 giugno 1805 al 1814 venne inserito nel Dipartimento di Montenotte.
Nel 1815 Osiglia fu inglobato nel Regno di Sardegna, così come stabilì il Congresso di Vienna, e successivamente nel Regno d'Italia dal 1861. Dal 1859 al 1927 il territorio fu compreso nel IV mandamento di Cairo del circondario di Savona facente parte della provincia di Genova; nel 1927 anche il territorio comunale osigliese passò sotto la neo costituita provincia di Savona.
Dal 1973 al 30 aprile 2011 ha fatto parte della Comunità montana Alta Val Bormida.

### Simboli
Stemma
Gonfalone

Lo stemma è stato concesso con il decreto del presidente della Repubblica del 25 ottobre 2000.

## Monumenti e luoghi d'interesse

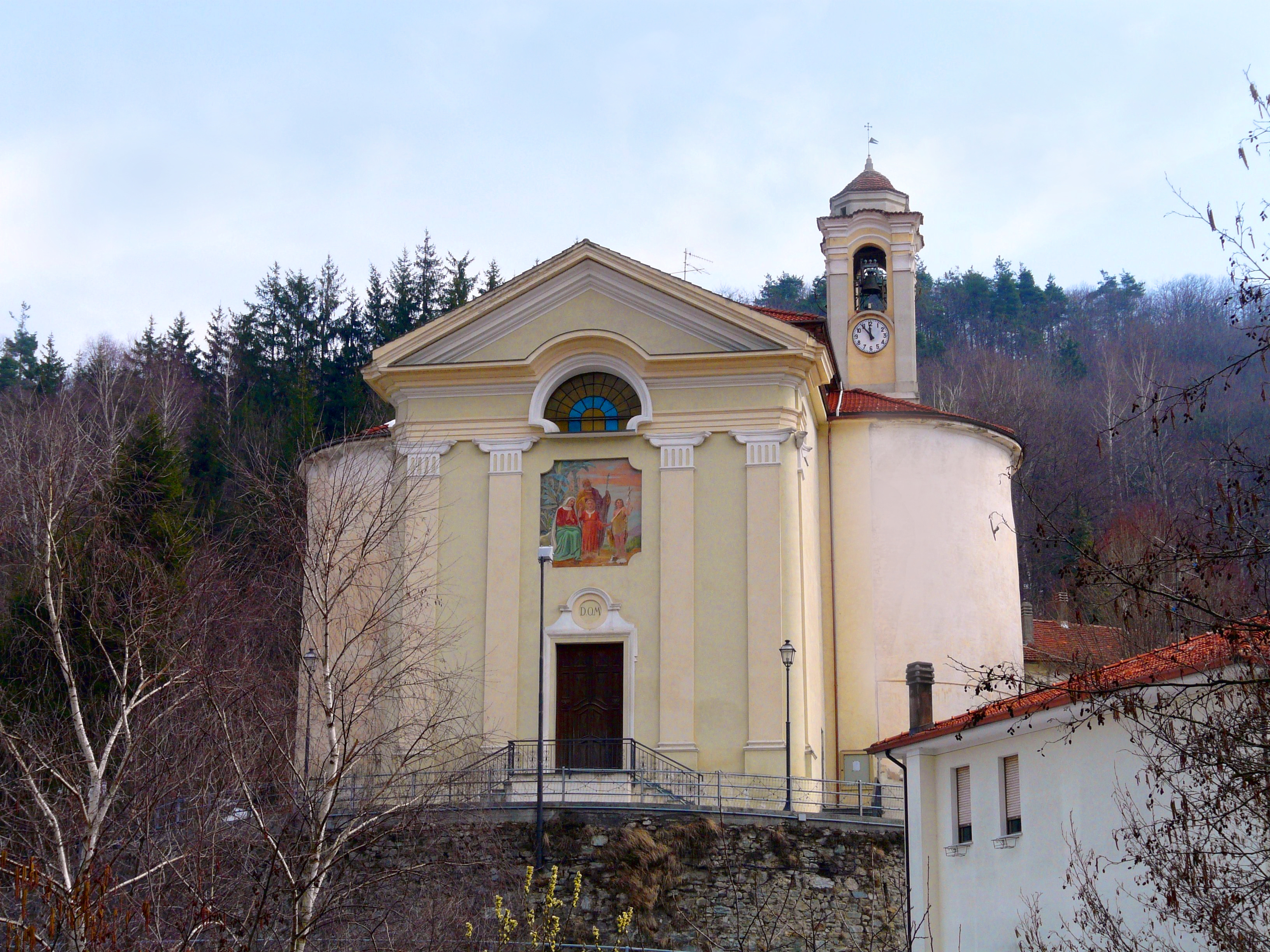
La parrocchiale del Santo Nome di Maria

### Architetture religiose
- Chiesa parrocchiale del Santissimo Nome di Maria nella località di Borgo. L'attuale edificio fu rifatto nel corso del XVII secolo in stile barocco molto probabilmente sui resti di una preesistente chiesa del XIV secolo[11].
- Ex oratorio di San Francesco nella località di Borgo. Risalente al XV secolo e ubicato nei pressi della parrocchiale del Santissimo Nome di Maria, l'edificio è oggi sede del teatro comunale e per incontri e manifestazioni culturali[11].
- Cappella di San Carlo Borromeo nella frazione di Barberis, edificata tra il Seicento e il Settecento.
- Cappella della Madonna della Neve nella frazione di Monte.
- Oratorio di Sant'Antonio nella località di Ripa, del XV secolo[11].
- Chiesa parrocchiale della Santissima Annunziata nella frazione di Ronchi. Il primo impianto dell'edificio di culto risalirebbe ad un periodo compreso tra il XIII secolo e il XVI secolo; fu elevata al titolo di parrocchiale nel 1948[12].
- Chiesa-cappella di San Giacomo nella frazione di Ronchi, in località Magione. Già luogo di sosta per i pellegrini in epoca medievale, l'antica chiesa fu proprietà dal 1267 dei Cavalieri templari[11] e, in seguito, dei Ospitalieri di San Giovanni di Gerusalemme[11]. Oggi la chiesa presenta una semplice facciata a capanna con piccolo campanile a vela; al suo interno affreschi del 1470[11].
- Cappella di San Rocco nella località di Rossi. Edificato nel corso del Quattrocento[11], l'edificio conserva cicli di affreschi databili al 1536[11] e un dipinto, di probabile scuola pittorica genovese[11], del Seicento dietro l'altare. Presenta un piccolo campanile a vela[11].

### Architetture civili

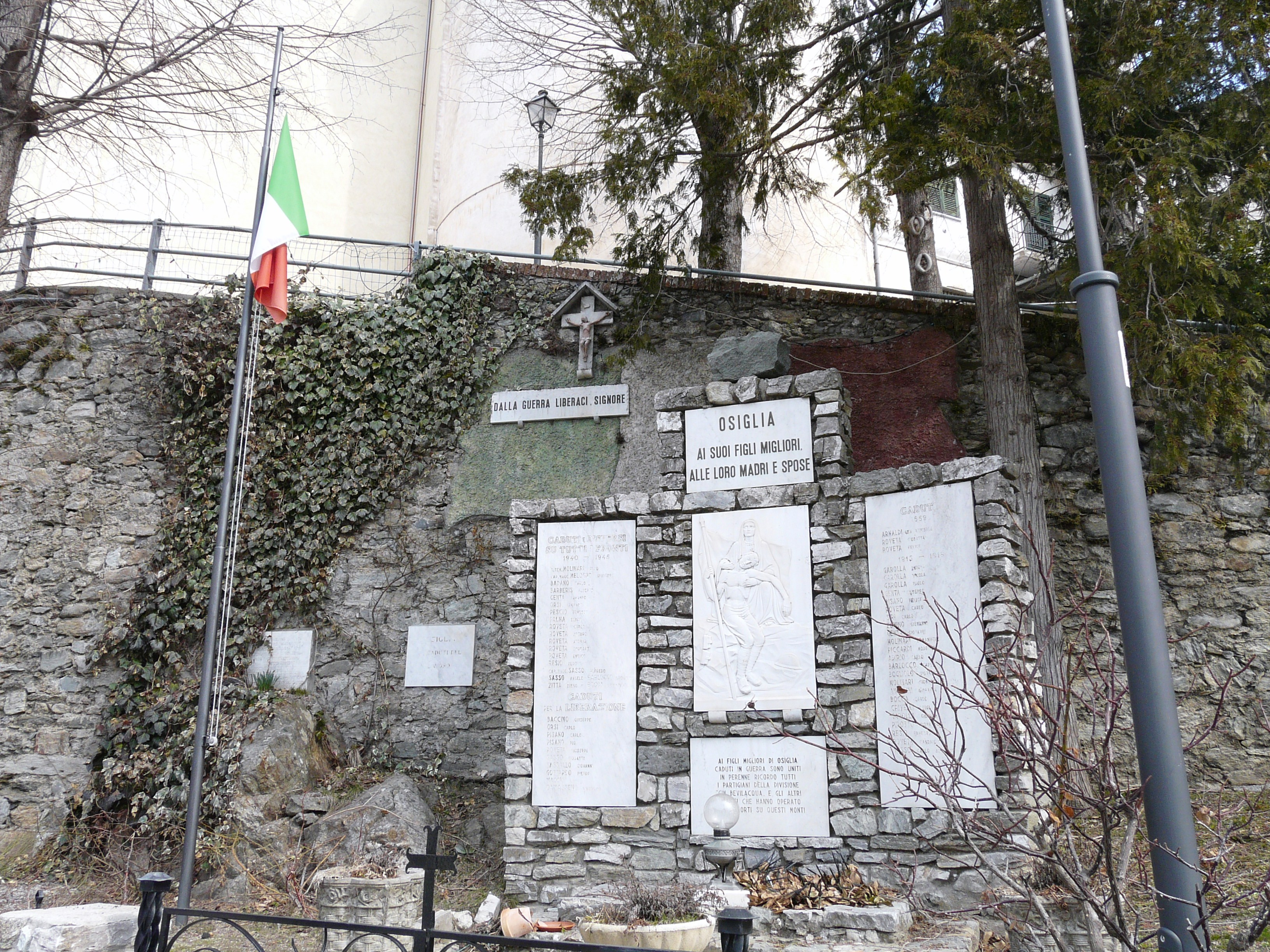
Monumenti ai caduti

- Ponte sul torrente Osiglietta. Il ponte, edificato in epoca tardo medievale, è costituito da una sola arcata a schiena d'asino dove, nella zona centrale, è presente un'edicola votiva[11].
- Fontana del Barbé, risalente al XIII secolo[11].
- Lago artificiale di Osiglia, realizzato tra il 1937 e il 1939[13] per alimentare la centrale elettrica di Cairo Montenotte (gestita dall'Enel[13]). Per la sua realizzazione è stato necessario sacrificare un villaggio rurale, quest'ultimo visibile ad ogni prosciugamento dell'invaso (ogni dieci anni circa[13]). Il bacino artificiale sul torrente Osiglietta è attualmente l'invaso d'acqua dolce più vasto della provincia savonese con i suoi 13 milioni di metri cubi d'acqua e i 3 km circa di lunghezza[13]. Il lago è anche una riserva di pesca, nonché sede di alcune manifestazioni sportive quali la pesca sportiva o gare di canoa[13].

### Architetture militari
- Castello di Osiglia. Eretto dalla famiglia Del Carretto[6], il maniero fu abbandonato nel XVII secolo con lo spostamento della nuova via di comunicazione[6]. Distrutto definitivamente negli scontri del 1796 dall'esercito francese di Napoleone Bonaparte[6], rimangono ad oggi soltanto qualche rudere della cinta muraria e dei bastioni sopra un'altura rocciosa che domina il paese. Tuttavia è ancora ben conservata l'attigua "casa del Marchese"[6].

### Aree naturali

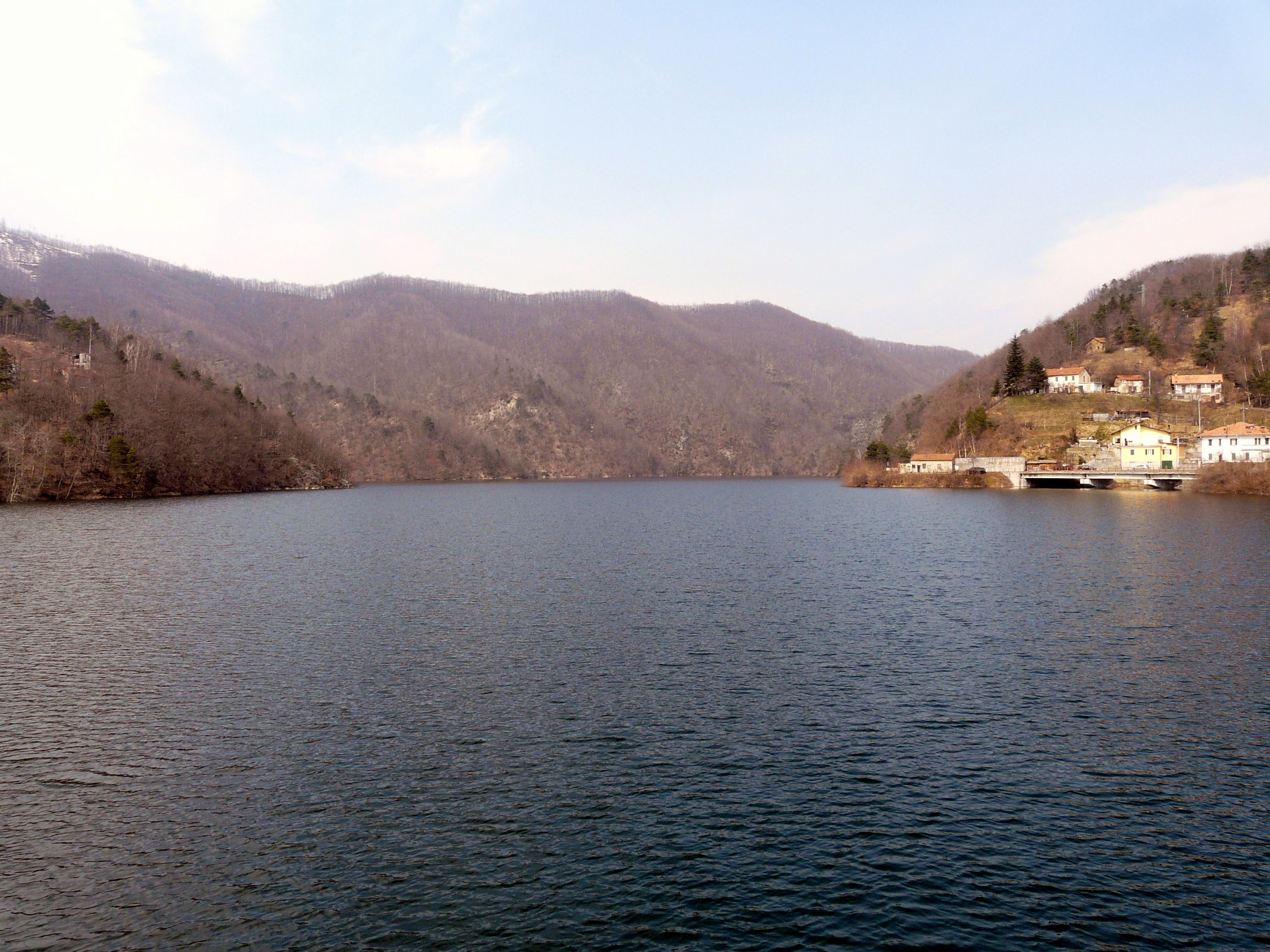
Il lago di Osiglia

Nel territorio comunale di Osiglia sono presenti e preservati tre siti di interesse comunitario, proposto dalla rete Natura 2000 della Liguria, per il loro particolare interesse naturale, faunistico e geologico.
Il primo sito - condiviso con Bormida, Mallare e Pallare -è collocato nell'area boschiva del Ronco di Maglio e zone adiacenti in cui insistono faggete (Fagus sylvatica) e boschi misti. Oltre ad alcune specie di orchidee, sono segnalate in questa area il giglio martagone (Lilium martagon) e la campanula toscana (Campanula medium). Tra gli uccelli il picchio muratore (Sitta europaea) e il falco pecchiaiolo (Pernis apivorus); tra gli invertebrati il Carabus solieri liguranus, Philorhizus liguricus e Haptoderus apenninus.
Il secondo - condiviso con Bardineto, Boissano, Bormida, Castelvecchio di Rocca Barbena, Giustenice, Loano, Magliolo, Pietra Ligure, Rialto e Toirano - è collocato nell'area boschiva tra il monte Carmo di Loano e il monte Settepani in cui insistono foreste, praterie, versanti rupestri, cavità di interesse speleologico e formazioni carsiche; nella stessa area è presente la Foresta regionale della Barbottina. Oltre alle zone boschive comprensivi di faggi, pini silvestri e abeti bianchi, sono segnalate le presenze del rododendro, del ginepro nano del Bric dell'Agnellino, la campanula di Savona (Campanula sabatia), la genziana ligure (Gentiana ligustica), le orchidee, la primula marginata (Primula marginata), lo zafferano ligure (Crocus ligusticus) e l'arnica montana (Arnica montana). Tra le specie animali il pesce sanguinerola (Phoxinus phoxinus) e il gambero di fiume (Austropotamobius pallipes); tra i mammiferi il gatto selvatico (Felis silvestris) e alcuni rinolofi della specie dei chirotteri (Rhinolophus ferrumequinum, Rhinolophus euryale, Rhinolophus hipposideros)
Il terzo sito comprende invece la zona circostante al Lago di Osiglia.

## Società

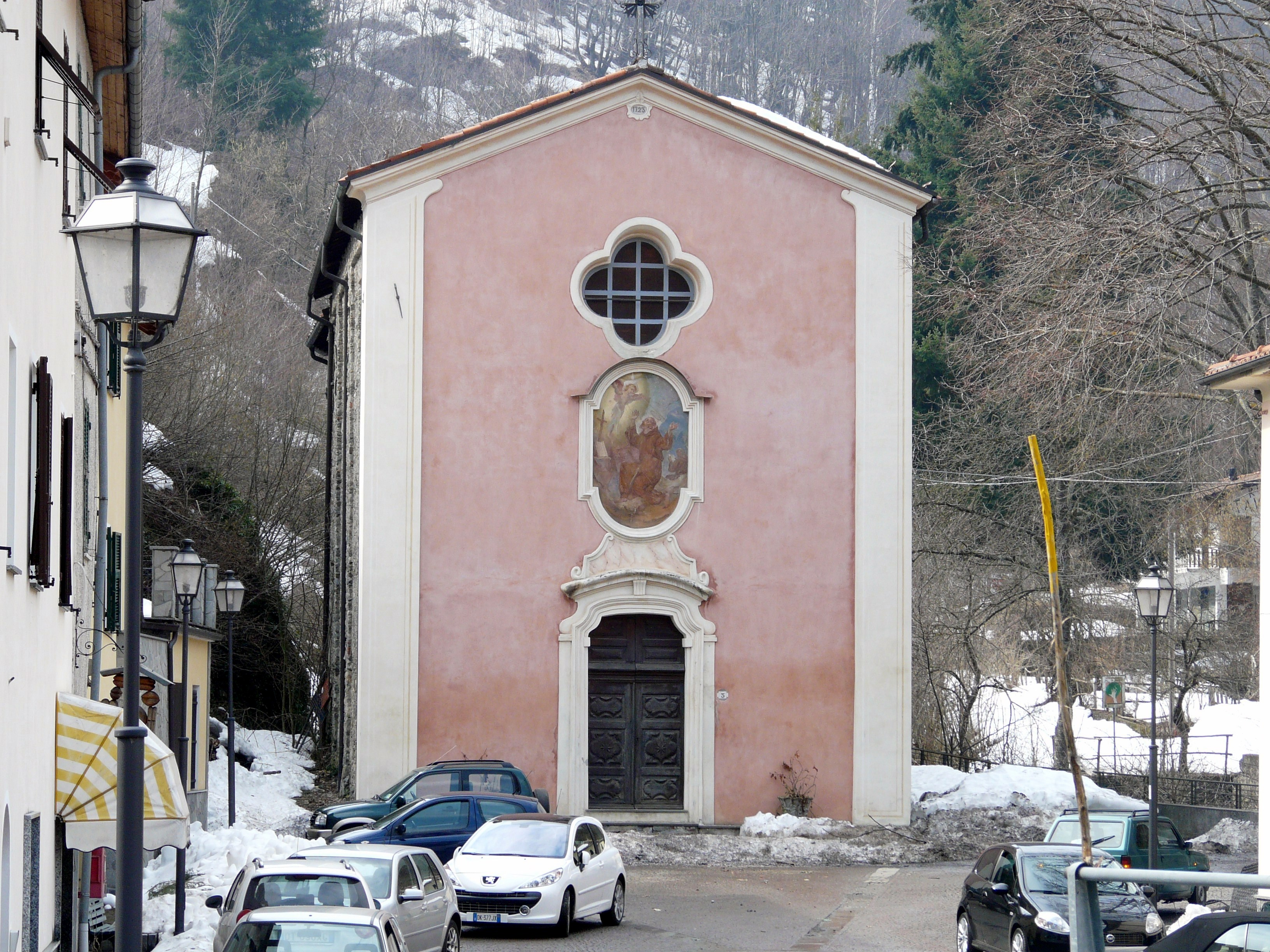
L'ex oratorio di San Francesco

### Evoluzione demografica
Abitanti censiti

### Etnie e minoranze straniere

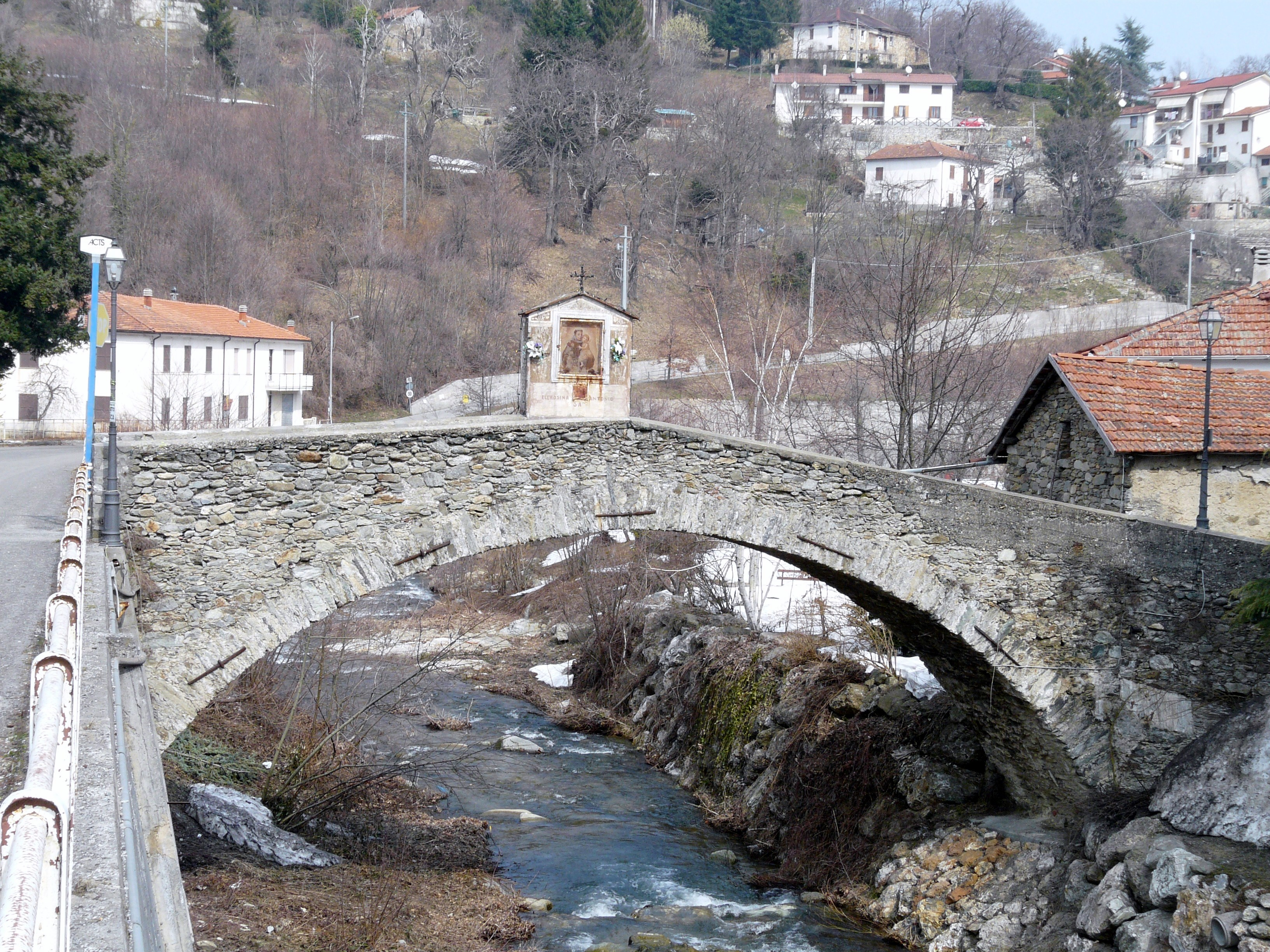
Ponte sul torrente Osiglietta

Secondo i dati Istat al 31 dicembre 2019, i cittadini stranieri residenti a Osiglia sono 48, così suddivisi per nazionalità, elencando per le presenze più significative:
1. Romania, 28

## Geografia antropica
Il comune è costituito, oltre al capoluogo di Rossi, anche dalle borgate e frazioni di Barberis, Cavallotti, Giacchini, Monte, Orticeti, Ponzi e Ronchi, per una superficie territoriale di 28,17 km².
Confina a nord con il comune di Millesimo, a sud con Calizzano, Magliolo e Rialto, ad ovest con Millesimo, Murialdo e Calizzano, ad est con Pallare e Bormida.

## Economia

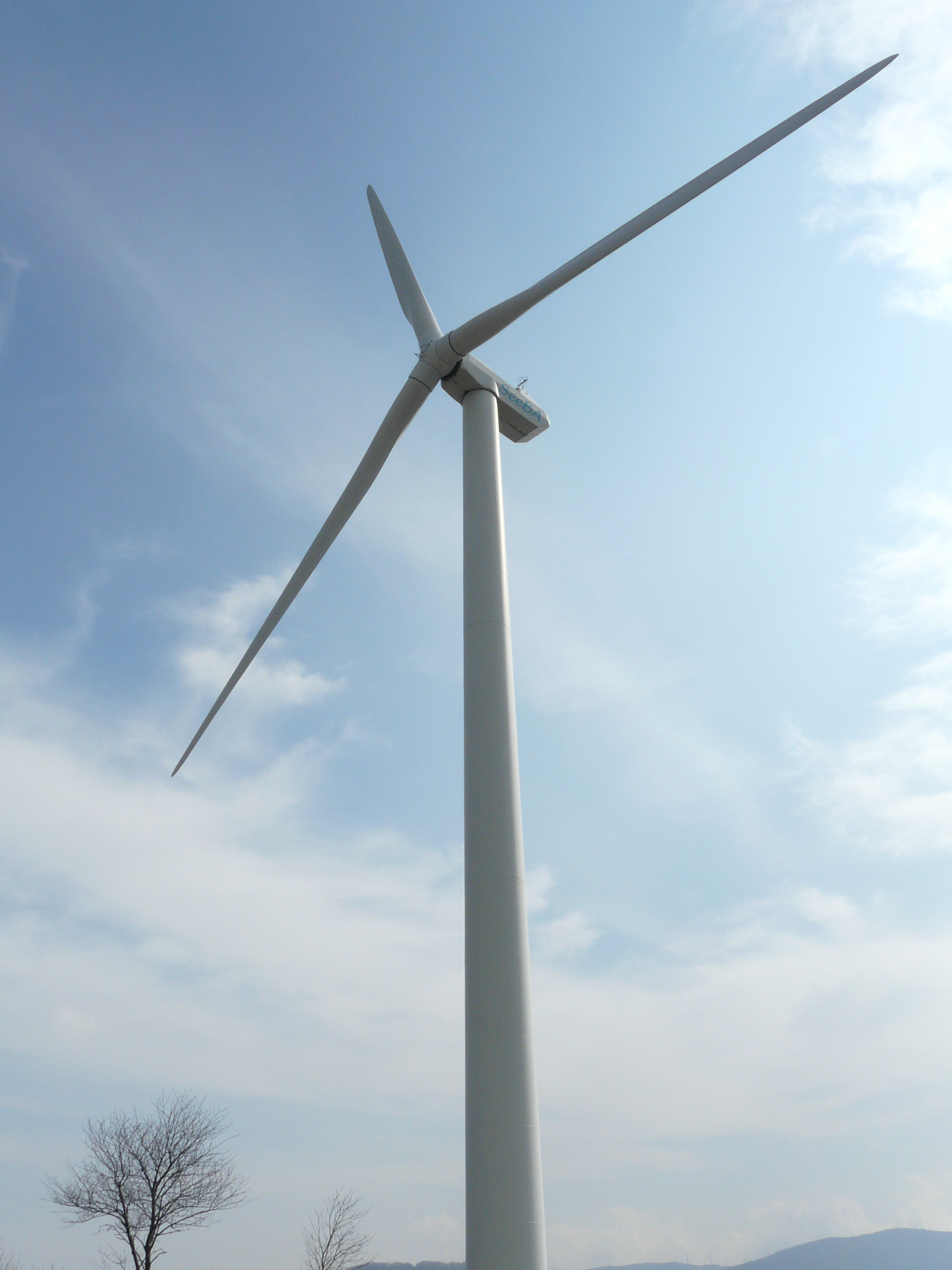
L'impianto di energia eolica tra Osiglia e Bormida

Sul territorio, oltre alla tradizionale attività agricola di sussistenza, il taglio e la raccolta della legna costituiscono ancora una delle attività principali. Sono tuttora presenti ed operanti alcune botteghe dedite alla lavorazione del legno. Castagne e funghi, raccolti ed essiccati in loco, sono tra i principali prodotti tipici.

### Turismo
Nella stagione estiva Osiglia è molto frequentata da turisti e villeggianti grazie alla presenza del lago artificiale, dove è possibile effettuare ogni genere di attività sportive e non all'aria aperta, dalla pesca alla canoa, al kayak. 
In autunno i folti boschi richiamano appassionati per la raccolta (regolamentata) di funghi e castagne.

### Energie rinnovabili
Sul crinale che separa la valle di Osiglia dalla Bormida di Pallare, tra i comuni di Osiglia e Bormida, è stata installata in corrispondenza della Colla Baltera una centrale a energia eolica gestita da entrambi i comuni.

## Infrastrutture e trasporti

### Strade
Il territorio comunale di Osiglia è attraversato principalmente dalla strada provinciale 16 che permette il collegamento stradale con Millesimo, a nord, innestandosi con la provinciale 51 a Cabroni, e con Bormida tramite la Colla Baltera ad est, quest'ultima raggiungibile poi con la provinciale 38.

## Amministrazione

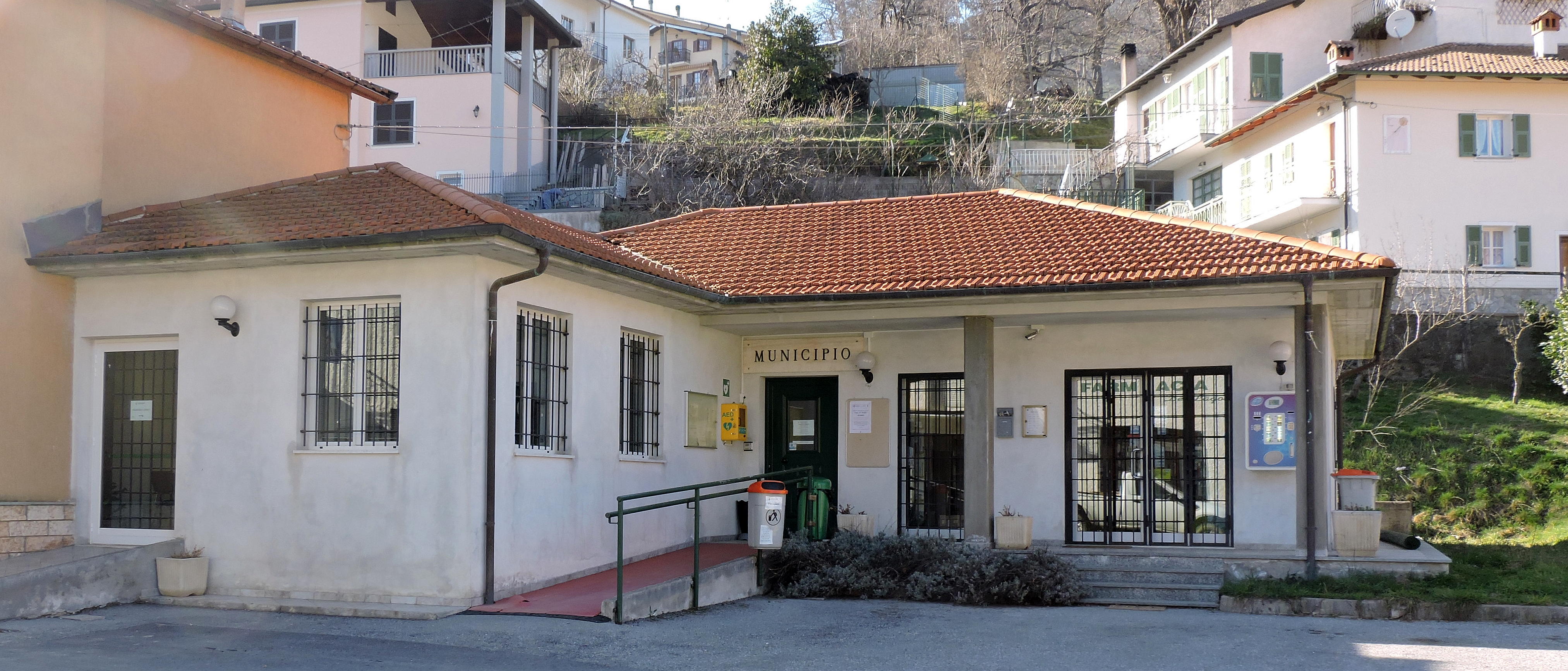
Il municipio

| Periodo        | Periodo        | Primo cittadino | Partito                            | Carica  | Note |
| -------------- | -------------- | --------------- | ---------------------------------- | ------- | ---- |
| 30 giugno 1985 | 18 maggio 1990 | Angelo Navoni   | Democrazia Cristiana               | Sindaco |      |
| 18 maggio 1990 | 24 aprile 1995 | Angelo Navoni   | Democrazia Cristiana               | Sindaco |      |
| 24 aprile 1995 | 14 giugno 1999 | Angelo Navoni   | Partito Popolare Italiano          | Sindaco |      |
| 14 giugno 1999 | 14 giugno 2004 | Angelo Navoni   | lista civica di centro             | Sindaco |      |
| 14 giugno 2004 | 8 giugno 2009  | Ilaria Ravera   | lista civica                       | Sindaco |      |
| 8 giugno 2009  | 26 maggio 2014 | Paola Scarzella | Progetto Osiglia (lista civica)    | Sindaco |      |
| 26 maggio 2014 | 27 maggio 2019 | Angelo Navoni   | Per Osiglia (lista civica)         | Sindaco |      |
| 27 maggio 2019 | 10 giugno 2024 | Paola Scarzella | Insieme per Osiglia (lista civica) | Sindaco |      |
| 10 giugno 2024 | in carica      | Paola Scarzella | Insieme per Osiglia (lista civica) | Sindaco |      |